# Drake Hogestyn
Donald Drake Hogestyn, född 29 september 1953 i Fort Wayne, Indiana, död 28 september 2024, var en amerikansk skådespelare som var mest känd för sin roll som John Black i såpoperan Våra bästa år.
Han har för sin roll i Våra bästa år vunnit Soap Opera Digest Awards i kategorin Hottest Female Star (1994, 1995) och i kategorin Favorite Couple (2005), ett pris han delade med skådespelarkollegan Deidre Hall.
Hogestyn avled vid 70 års ålder av bukspottkörtelcancer.